# 电影频道梦工场
《电影频道梦工场》是CCTV-6的一档数字电影娱乐资讯节目，主要报道优秀数字电影最新动态、片场花絮、明星访谈及新片推介等。